# Sönke Wortmann
Sönke Wortmann (ur. 25 sierpnia 1959 w Marl) – niemiecki reżyser, scenarzysta i producent filmowy. Jeden z najbardziej kasowych twórców niemieckiego kina po zjednoczeniu kraju.

## Biografia
Syn górnika z zachodniej części Niemiec. Po szkole średniej chciał zostać profesjonalnym piłkarzem (grał m.in. w klubie Westfalia Herne), ale po trzech latach porzucił ten pomysł na życie. W latach 1984–89 studiował w Monachium reżyserię na uczelni Hochschule für Fernsehen und Film München. Spędził też rok w londyńskiej Royal College of Art.
Jego Mężczyzna, przedmiot pożądania (1994) z Tilem Schweigerem w roli głównej był jednym z najbardziej dochodowych powojennych filmów niemieckich (6,5 mln widzów). Obraz otrzymał też Nagrodę Bambi dla najlepszego niemieckiego filmu roku. Wielkim sukcesem - zarówno komercyjnym, jak i artystycznym - był również Cud w Bernie (2003). Film ten, noszący cechy autobiograficzne, opowiadał historię chłopca dorastającego w czasie historycznego zwycięstwa RFN w mistrzostwach świata w piłce nożnej w 1954.
Później Wortmann nakręcił m.in. kostiumową Papieżycę Joannę (2009) z Johanną Wokalek w roli tytułowej (następny sukces frekwencyjny), a także komedię Pani Müller musi odejść (2015).